# Tipula (Vestiplex) doron
Tipula (Vestiplex) doron is een tweevleugelige uit de familie langpootmuggen (Tipulidae). De soort komt voor in het Oriëntaals gebied.